# Финале Европског првенства у фудбалу 2004.
Финале Eвропског првенства у фудбалу 2004. је била фудбалска утакмица која се одиграла 4. јула 2004. у 19:45 часова по средњоевропском времену на Стадиону светлости у Лисабону, у коме се сазнао нови европски шампион. У финалу су играли Португалија против Грчке. Грчка је голом Ангелоса Харистеаса у узбудљивој утакмици савладала Португал, и то резултатом од 1:0.

## Детаљи
Главни судија меча је Маркус Мерк.
Тимови су се већ сусрели на првенству у групној фази, на уводном мечу 12. јуна грчки тим је победио резултатом 2:1.
За оба тима, ово је било прво финале европског или светског првенства. Фаворити су били домаћини фудбалери репрезентације Португала.
Једини гол у мечу постигнут је у 57. минуту после асистенције Ангелоса Басинаса нападачу грчке репрезентације Ангелосу Харистеасу. Португалци су имали бројне шансе за изједначење, најбољу када је један на један са голманом изашао 19-годишњи Кристијано Роналдо, али није успео убацити лопту у гол. Добре шансе су пропустили Руи Коста, Луис Фиго, Манише, Паулета, али је голман Грка Никополидис сигурно бранио цео меч. По први пут у историји Европских првенстава је финални меч завршен са резултатом 1:0.
Најбољи играч утакмице је капитен грчке репрезентације, 32-годишњи везиста Теодорос Загоракис, који је био најбољи играч шампионата у целини. Трофеј Загоракису је предао тадашњи председник УЕФА Ленарт Јохансон, за кога је то било четврто и завршно Европско првенство током његовог мандата (1990–2007).

## Пут до финала
| Тим         | ОУ | П | Н | И | ДГ | ПГ | ГР | Б |
| ----------- | -- | - | - | - | -- | -- | -- | - |
| Португалија | 3  | 2 | 0 | 1 | 4  | 2  | +2 | 6 |
| Грчка       | 3  | 1 | 1 | 1 | 4  | 4  | 0  | 4 |
| Шпанија     | 3  | 1 | 1 | 1 | 2  | 2  | 0  | 4 |
| Русија      | 3  | 1 | 0 | 2 | 2  | 4  | –2 | 3 |

| Тим         | ОУ | П | Н | И | ДГ | ПГ | ГР | Б |
| ----------- | -- | - | - | - | -- | -- | -- | - |
| Португалија | 3  | 2 | 0 | 1 | 4  | 2  | +2 | 6 |
| Грчка       | 3  | 1 | 1 | 1 | 4  | 4  | 0  | 4 |
| Шпанија     | 3  | 1 | 1 | 1 | 2  | 2  | 0  | 4 |
| Русија      | 3  | 1 | 0 | 2 | 2  | 4  | –2 | 3 |

## Детаљи утакмице
| Португалија | 0 : 1    | Грчка         |
| ----------- | -------- | ------------- |
|             | Извештај | Харистеас 57’ |

| Португал | Грчка |

| Португалија         |    |                    |       |     |
|                     |    |                    |       |     |
| GK                  | 1  | Рикардо            |       |     |
| DF                  | 13 | Мигел              |       | 43’ |
| DF                  | 16 | Рикардо Карваљо    |       |     |
| DF                  | 4  | Жорже Андраде      |       |     |
| DF                  | 14 | Нуну Валенте       | 90+3’ |     |
| MF                  | 6  | Коштиња            | 12’   | 60’ |
| MF                  | 18 | Манише             |       |     |
| MF                  | 7  | Луис Фиго (к)      |       |     |
| MF                  | 20 | Деко               |       |     |
| MF                  | 17 | Кристијано Роналдо |       |     |
| FW                  | 9  | Паулета            |       | 74’ |
| Измене:             |    |                    |       |     |
| DF                  | 2  | Пауло Фереира      |       | 43’ |
| MF                  | 10 | Руи Коста          |       | 60’ |
| FW                  | 21 | Нуно Гомеш         |       | 74’ |
| Тренер:             |    |                    |       |     |
| Луис Фелипе Сколари |    |                    |       |     |

| Грчка       |    |                        |       |     |
|             |    |                        |       |     |
| GK          | 1  | Андонис Никополидис    |       |     |
| DF          | 2  | Јуркас Сеитаридис      | 63’   |     |
| DF          | 5  | Трајанос Делас         |       |     |
| DF          | 19 | Михалис Капсис         |       |     |
| DF          | 14 | Такис Фисас            | 67’   |     |
| MF          | 8  | Стелиос Јанакопулос    |       | 76’ |
| MF          | 6  | Ангелос Басинас        | 45+2’ |     |
| MF          | 7  | Теодорос Загоракис (к) |       |     |
| MF          | 21 | Костас Кацуранис       |       |     |
| FW          | 9  | Ангелос Харистеас      |       |     |
| FW          | 15 | Зисис Вризас           |       | 81’ |
| Измене:     |    |                        |       |     |
| DF          | 3  | Стилијанос Венетидис   |       | 76’ |
| FW          | 22 | Димитриос Пападопулос  | 85’   | 81’ |
| Тренер:     |    |                        |       |     |
| Ото Рехагел |    |                        |       |     |

| Најбољи играч меча: Теодорос Загоракис Помоћне судије: Кристијан Шрер Јан-Хендрик Салвер Четврти судија: Андерс Фриск |